# 小野澤一成
小野澤 一成（おのざわ かずなり、1955年12月21日 - ）は、日本の実業家。ゆきぐに信用組合理事長〈5代目〉。新潟県信用組合協会長。全国信用協同組合連合会理事。新潟県信用保証協会理事。父は元塩沢町長小野澤一吉。妹はフリーアナウンサーの小野沢裕子である。

## 人物
新潟県南魚沼市塩沢の出身。1973年、新潟県立六日町高等学校を卒業。1977年、中央工学校を卒業。4月、塩沢信用組合に入組。2003年、理事に就任。2005年、専務理事に就任。2007年、理事長に就任。2016年、秋の褒章で、黄綬褒章を受章。2023年5月16日、雪国型ZEH〈ネットゼロエネルギーハウス〉を普及促進へ自治体・建設業者と連携。9月19日、長野県栄村も営業地区にした「ゆきぐに信用組合」に名称変更。12月1日、ゆきぐに信組ATMを新潟松代郵便局、長野平滝郵便局に設置。2024年3月29日、「米袋」〈なかに魚沼コシヒカリ〉を徽章に採用。4月1日、魚沼地域〈南魚沼市・魚沼市・津南町・湯沢町・十日町市・小千谷市〉・栄村7市町村と『「暮らしやすい“まち”づくり」に関する連携協定』を締結。4月19日、十日町市に「コンパクトごみハウス」10基寄贈。7月5日、北越急行と連携して「トレイン同期会」を実施